# Гаркушино (Харьковская область)
Гаркушино (укр. Гаркушине) — село, 
Огиевский сельский совет,
Сахновщинский район,
Харьковская область.
Код КОАТУУ — 6324885502. Население по переписи 2001 года составляет 64 (25/39 м/ж) человека.

## Географическое положение
Село Гаркушино находится на расстоянии в 1 км от реки Вшивая (правый берег).
Село состоит из трёх частей, разнесённых на расстояние до 1 км.
На расстоянии в 1,5 км находятся сёла Загаркушино и Огиевка.
По селу протекает пересыхающий ручей с запрудой.

## История
- 1920 — дата основания.